# Вільгельміна Прусська (1751—1820)
Вільгельміна Прусська (нім. Wilhelmine von Preußen), Фредеріка Софія Вільгельміна Прусська (нім. Friederike Sophie Wilhelmine von Preußen, 7 серпня 1751 — 9 червня 1820) — прусська принцеса з династії Гогенцоллернів, донька принца Пруссії Августа Вільгельма та принцеси Брауншвейг-Вольфенбюттельської Луїзи Амалії, дружина штатгальтера Нідерландів Вільгельма V.

## Біографія
Вільгельміна народилася 7 серпня 1751 року у палаці Принців в Берліні. Вона була третьою дитиною та єдиною донькою в родині принца Пруссії Августа Вільгельма та його дружини Луїзи  Амалії Брауншвейг-Вольфенбюттельської. Дівчинка мала старших братів Фрідріха-Вільгельма та Генріха. Родина жила у палаці Оранієнбургу. Батько помер, коли їй було 6 років.
У 16-річному віці Вільгельміна була видана заміж за 19-річного штатгальтера Нідерландів Вільгельма V. Союз був укладений за сприяння короля Пруссії Фрідріха II, який був дядьком нареченої. Вінчання пройшло 4 жовтня 1767 у Берліні. Живими у подружжя народилося троє дітей. Із дядьком Фрідріхом Вільгельміна продовжувала листуватися і після весілля. Часто кореспонденція носила політичний характер. На підставі його рекомендацій, принцеса намагалася здобути політичний вплив в Нідерландах.
Під час Батавської революції Вільгельм виїхав із Гааги та переніс двір до Гет-Лоо. Коли Вільгельміна у 1787 році намагалася повернутися до столиці, то при в'їзді в місто була затримана республіканцями, які вимагали спеціальної перепустки. Прусський король розцінив це як особисту образу та послав армію, аби витіснити ворогів штатгальтера на північ Франції, що йому і вдалося.
Після вторгнення  до країни французів у 1794 році, правляча родина була змушена виїхати до Англії. Вільгельм помер у 1806 році у вигнанні. Вільгельміна повернулася до Нідерландів у 1813 році та була свідком проголошення у 1815 році її сина королем.
Померла у похилому віці в Гет-Лоо. Похована у Новій крипті у Нової церкви у Делфті.

## Родина

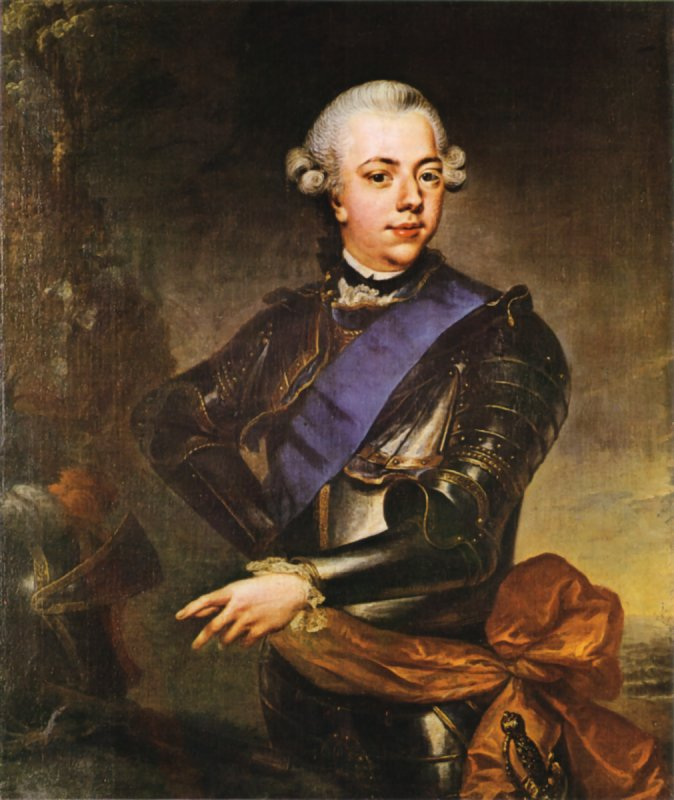
Портрет Вільгельма V пензля Й. Г. Цізеніса

Чоловік —  Вільгельм V Оранський
Діти:
- Луїза (1770—1819) — дружина принца Карла Брауншвейг-Вольфенбюттельського, дітей не мала;
- Віллем (1772—1843) — перший король Об'єднаних Нідерландів та великий герцог Люксембургу у 1815—1840 роках, був одруженим із принцесою Вільгельміною Прусською, мав четверо дітей,  згодом узяв морганатичний шлюб із графинею Генрієттою д'Утремон.
- Фредерік (1774—1799) — генерал-лейтенант, був закоханим у британську принцесу Марію, одруженим не був, дітей не мав.

## Нагороди
- Орден Святої Катерини 1 ступеня (Російська імперія) (27 червня 1773).